# Leucidia brephos
Leucidia brephos är en fjärilsart som först beskrevs av Jacob Hübner 1809.  Leucidia brephos ingår i släktet Leucidia och familjen vitfjärilar. Inga underarter finns listade i Catalogue of Life.